# Don't Tell Me (Madonna-låt)
"Don't Tell Me" är en låt framförd av den amerikanska popartisten Madonna. Låten släpptes den 21 november 2000 som den andra singeln från hennes åttonde studioalbum, Music. Denna countrypop-inspirerade låt skrevs och framfördes ursprungligen av Madonnas svåger Joe Henry under namnet "Stop". Henrys fru Melanie skickade en demo av låten till sin syster som gillade den och bestämde sig för att spela in sin egen tolkning med hjälp av Mirwais Ahmadzaï.
Låten rankades 2005 som nummer 285 på musikmagasinet Blenders lista "The 500 Greatest Songs Since You Were Born".
Videon till låten regisserades av Jean-Baptiste Mondino.

## Versioner
1. Album Version (4:40)
2. Radio Edit (4:10)
3. Instrumental (4:40)

### Remixar
1. Thunderpuss Remix (7:50)
2. Thunderpuss Radio Mix (3:43)
3. Thunderpuss 2001 Hands In The Air Anthem (10:20)
4. Thunderpuss 2001 Hands In The Air Radio Mix (4:26)
5. Thunderpuss 2001 Tribe-A-Pella (8:31)
6. Thunder Dub (8:53)
7. Vission Remix (7:52)
8. Vission Radio Mix (3:48)
9. Timo Maas Mix (6:58)
10. Tracy Young Club Mix (11:00)
11. Tracy Young Club Mix #2 (11:08)
12. Victor Calderone Sensory Mix (6:50)
13. Dave Aude Funk Mix (7:58)
14. David Aude Funk Mix Edit (4:17)

## Listplaceringar

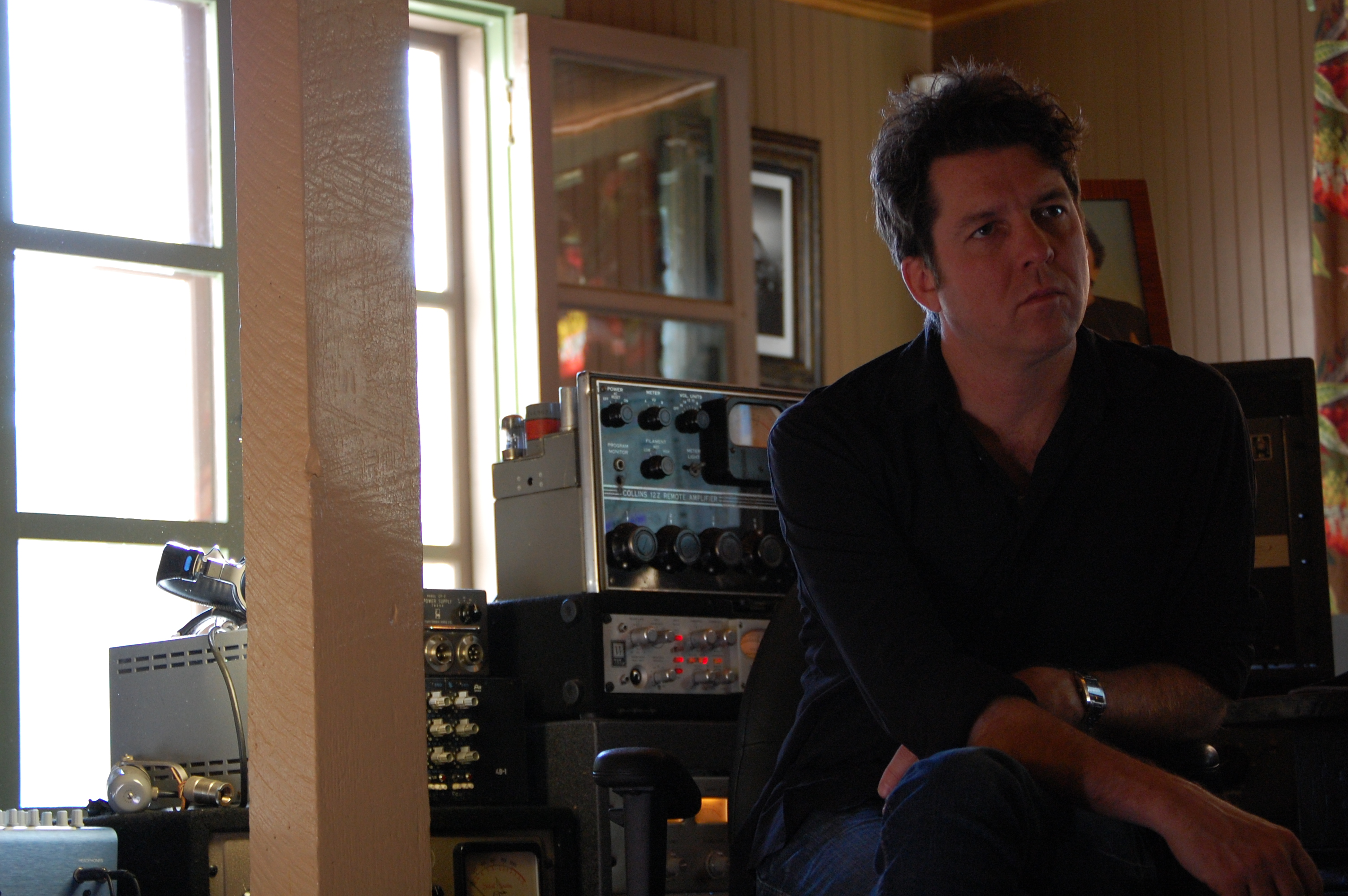
Madonnas svåger Joe Henry skrev originalversionen av låten

| Lista (2000-2001)   | Topplacering |
| ------------------- | ------------ |
| Australien          | 7            |
| Belgien (Flandern)  | 27           |
| Belgien (Vallonien) | 15           |
| Danmark             | 15           |
| Finland             | 3            |
| Frankrike           | 16           |
| Italien             | 2            |
| Nederländerna       | 26           |
| Norge               | 6            |
| Nya Zeeland         | 1            |
| Schweiz             | 10           |
| Sverige             | 12           |
| Österrike           | 12           |

### Fotnoter
1. ↑  "Don't Tell Me by Madonna Songfacts". Songfacts. Läst 12 april 2012.
2. ↑  "The 500 Greatest Songs Since You Were Born (251–300)" Arkiverad 5 augusti 2017 hämtat från the Wayback Machine.. Blender. Alpha Media Group. 2009-01-04. Läst 2010-05-17.
3. ↑  ”Listplacering”. http://australian-charts.com/showitem.asp?interpret=Madonna&titel=Don%27t+Tell+Me&cat=s. Läst 28 maj 2011.
4. ↑  ”Listplacering”. http://www.ultratop.be/nl/showitem.asp?interpret=Madonna&titel=Don%27t+Tell+Me&cat=s. Läst 28 maj 2011.
5. ↑  ”Listplacering”. http://www.ultratop.be/fr/showitem.asp?interpret=Madonna&titel=Don%27t+Tell+Me&cat=s. Läst 28 maj 2011.
6. ↑  ”Listplacering”. Arkiverad från originalet den 1 juni 2012. https://web.archive.org/web/20120601153235/http://danishcharts.com/showitem.asp?interpret=Madonna&titel=Don%27t+Tell+Me&cat=s. Läst 28 maj 2011.
7. ↑  ”Listplacering”. http://finnishcharts.com/showitem.asp?interpret=Madonna&titel=Don%27t+Tell+Me&cat=s. Läst 28 maj 2011.
8. ↑  ”Listplacering”. http://lescharts.com/showitem.asp?interpret=Madonna&titel=Don%27t+Tell+Me&cat=s. Läst 28 maj 2011.
9. ↑  ”Listplacering”. http://italiancharts.com/showitem.asp?interpret=Madonna&titel=Don%27t+Tell+Me&cat=s. Läst 28 maj 2011.
10. ↑  ”Listplacering”. http://dutchcharts.nl/showitem.asp?interpret=Madonna&titel=Don%27t+Tell+Me&cat=s. Läst 28 maj 2011.
11. ↑  ”Listplacering”. http://norwegiancharts.com/showitem.asp?interpret=Madonna&titel=Don%27t+Tell+Me&cat=s. Läst 28 maj 2011.
12. ↑  ”Listplacering”. Arkiverad från originalet den 6 mars 2012. https://web.archive.org/web/20120306061524/http://charts.org.nz/showitem.asp?interpret=Madonna&titel=Don%27t+Tell+Me&cat=s. Läst 28 maj 2011.
13. ↑  ”Listplacering”. http://hitparade.ch/showitem.asp?interpret=Madonna&titel=Don%27t+Tell+Me&cat=s. Läst 28 maj 2011.
14. ↑  ”Listplacering”. http://swedishcharts.com/showitem.asp?interpret=Madonna&titel=Don%27t+Tell+Me&cat=s. Läst 28 maj 2011.
15. ↑  ”Listplacering”. http://austriancharts.at/showitem.asp?interpret=Madonna&titel=Don%27t+Tell+Me&cat=s. Läst 28 maj 2011.